# Best of You
A Best of You című dal Anastacia amerikai énekesnő 2012-ben megjelent ötödik stúdióalbumának, az It’s a Man’s World című albumának első kislemeze. Eredetileg a Foo Fighters zenekar száma.

## Bejelentés
Anastacia közölte, hogy a Night of the Proms turné első állomásán fogja előadni a vezető kislemezt, de a címét mindaddig titokban tartotta, ameddig nem lépett a színpadra. Így 2012. szeptember 27-én, a Svédországban rendezett koncerten tudhatta meg a világ, hogy a választás a Best of You című számra esett.

## Videóklip
A dal hivatalos videóklipjét 2012. október 14-én vették fel Barcelonában. A klipforgatásról Anastacia képeket tett közzé a Facebook-oldalán.